# Dovyalis abyssinica
Dovyalis abyssinica là một loài thực vật có hoa trong họ Liễu. Loài này được (A. Rich.) Warb. mô tả khoa học đầu tiên năm 1893.